# سيفدا فيرداغ
سيفدا فيرداغ (إسمها الحقيقي: لطفية دومرول) (ولدت في 15 أغسطس عام 1942 في مدينة إدرميت) ممثلة سينمائية وممثلة مسلسلات تلفزيونية ومغنية تركية.

## حياتها
عاشت سيفدا في ألمانيا نتيجة فشلها في أول فيلم ترجمته في عام 1958. عادت إلى تركيا مرة أخرى للتمثيل في السينما مرة أخرى بإصرار شقيقتها. ولقت اهتماماً غير متوقعاً بفيلم «نذير الموت». شاركت في العديد من الأفلام المتوالية بأدوار غاوية الرجال. ومثلت في أدوار الممثلات المساعدة في الأفلام الطويلة ودور البطولة في الأفلام مثل «قاعة الكوميديا و فقاعة الصابون». وفي عام 1968 غنت أغنية على خشبة المسرح لكسب المال في الفترة التي قل بها الاهتمام بالأفلام. مثلت سيفدا فيما يقرب من مائة وخمسون فيلماً سينمائياً.

## جوائز
- عام 1979 – جائزة أفضل ممثلة بمهرجان البرتقال الذهبي السينمائي بأنطاليا عن عملها المسمى " المرة الأخيرة معك)
- عام 1998 – جائزة أفضل ممثلة مساعدة بمهرجان البرتقال الذهبي السينمائي بأنطاليا عن عملها المسمى «الرواية الثقيلة»

## أعمالها الفنية
- تكلفة الحياة – 2009
- الحاجي – 2006
- الشهرة – 2005
- بيرتشم – 2004
- الزفاف – 2003
- حمي زيبك – 2002
- بيريفان – 2002
- حدث كومكابي – أنا آسف – 2000
- الحب هو شئ جميل – 2000
- السيدة أغا – 2000
- وداعا - 1999
- يتجول أشقين في الجبال – 1999
- الساعات الساخنة – 1998
- الرواية الثقيلة – 1997
- الأم زهرة – 1996
- حكاية الجمال والأمل – 1995
- وجه امرأة – 1993
- كوب واحد من أجله – 1993
- العالم على العكس – 1993
- الوجه الخفي – 1990
- العشق الكثير الأماكن – 1995
- المياه المالحة – 1988
- الرجل في جرة – 1987
- التوق إلى الحب – 1987
- لا بد لي من العيش – 1987
- الزيارة – 1987
- الأيتام – 1986
- أجازة صيف ساخنة – 1986
- ابتسم قليلاً – 1986
- تحب المرأة مرة واحدة – 1984
- الضيف الغير مدعو – 1983
- أحبك – 1983
- التكلفة – 1983
- المرة الأخيرة معك – 1978
- توكات – 1977
- التطواف – 1977 – سيفدا
- ملاك الانتقام – 1976
- مشكلة التكريم – 1976
- الملك المؤقت – 1976
- المجنون المتوج – 1975
- معتوه الشهرة – 1975
- المغامرة – 1975
- Hop Dedik Kazım – 1974
- ما الحكم – 1974
- مرآة الرؤية الخلفية – 1973
- بوابة السماء – 1973
- العالم الكاذب – 1972
- بلا خطيئة – 1972
- يا إلهي – 1972
- ضحية الشهوة – 1972
- زهرة الربيع لعزيزتي عائشة – 1971
- هل أنت بخير يا عزيزي؟ - 1971
- حتى أخر قطرة من دمي – 1970
- ستمحو أنت خطيئتي – 1970
- الجاسوس كيران – 1970
- لص الحب – 1970
- جالاتالي فاطمة – 1969
- امرأة تدفع ثمن خطيئتها – 1969
- السلطان جولناز – 1969
- الببغاء – 1969
- الجاسوس كيران – 1968
- هل يمكنك الزواج مني – 1968
- أبطال متطوعون – 1968
- الحياة المضطربة – 1968
- العريس مطلوب – 1968
- كوبري التسكع – 1968
- أنجاليك وديلي إبراهيم – 1968
- الفتوة – 1968
- اليوم ملئ بالدولارات – 1968
- جمال الغجر – 1968
- نص أسود على جبهتي – 1968
- الممنوعات – 1968
- الشفاه المثيرة للغضب – 1967
- يوم الحساب – 1967
- غضب الإمام – 1967
- جالاتالي مصطفى – 1967
- رينجو كيد – 1967
- أنجيليك في القصر العثماني – 1967
- حاجي مراد 1967
- أغنية شعبية للشباب – 1967
- التتبع الدموي – 1967
- المرأة الباكية – 1967
- إقتلوني – 1967
- سأقول لديميريل – 1967
- إذا خدعتني زوجتي – 1967
- وعدي الأخير – 1967
- ثلاثة بنات في الحب – 1967
- الفتوة بقلب الأسد – 1967
- الرغبة المثيرة للغضب – 1967
- الجريمة الخطيرة – 1967
- معركة الإخوة – 1967
- ساعة الموت – 1967
- جوز الهند – 1967
- الؤساء – 1967
- أسد الجبال السبع – 1966
- الدم والرصاص – 1966
- لم يكن والدي القاتل – 1966
- فدائي الفاتح – 1966
- الساحل المقابل للأسرة – 1966
- شهزادا مراد وجولناز سلطان – 1966
- كارا فاطمة – 1966
- المحاربين في الظلام – 1966
- امرأة المال والسلاح – 1966
- المعتزين بالحب – 1966
- يموت الإنسان مرة واحدة – 1966
- تكلفة الرغبة – 1966
- الغجر – 1966
- النمنمة – 1966
- محطة جيبالي – 1966
- عودة الأسود – 1966
- قانوني – 1966
- شينول بيرول جول – 1965
- لقد منحت القلب للسفاح – 1965
- انا الجاروف الفائز بإسطنبول – 1965
- بطاقة الديك – 1965
- نحن أسيرو الشهوة – 1965
- العروس البرية – 1965
- صاحب السعادة يحيي في طريق الحق – 1965
- الرصاص المدمر – 1965
- الحمام الزاجل – 1965
- العم تاشرالي – 1965
- بيليش عثمان – 1965
- هلال أضانلي جلال – 1965
- الخطوات الخطيرة – 1965
- بين السقف الزخرف – 1965
- الليالي الأبدية – 1965
- تأثير الماضي – 1965
- حياة نبي الله يوسف – 1965
- جزمي باند 007.5 – 1965
- الحظر – 1965
- عشرة رجال لا يخافون – 1964
- أجرة الموت – 1964
- عزيزاتي الخمس بنات – 1964
- الجد هيزير – 1964
- هكذا كما قالت الخادمة – 1964
- قانون الشوارع – 1964
- الرجل علي – 1964
- بنات إسطنبول – 1964
- الأرملة هي المفضلة – 1964
- فتيات الخطيئة – 1964
- عثمان السريع – 1964
- تحلق الفراشات مزودجة – 1964
- الأجمل بالحب – 1964
- طيور المنفى – 1964
- ليكن شقيقي علي هلال – 1963
- أضانالي تايفور – 1963
- الدجاج في بيوغلو – 1963
- منذ ذلك الحين – 1958

## وصلات خارجية
- سيفدا فيرداغ على موقع IMDb (الإنجليزية)
- سيفدا فيرداغ على موقع قاعدة بيانات الفيلم (الإنجليزية)
- سيفدا فيرداغ في السينما التركية